# Manoel de Oliveira
Manoel Cândido Pinto de Oliveira (Oporto, 11 de diciembre de 1908 - ibídem, 2 de abril de 2015) fue un director de cine portugués. Era considerado como el cineasta más prestigioso de su país y el más conocido internacionalmente. Es, además, uno de los dos directores de cine en estrenar una película con más de 100 años.

## Trayectoria

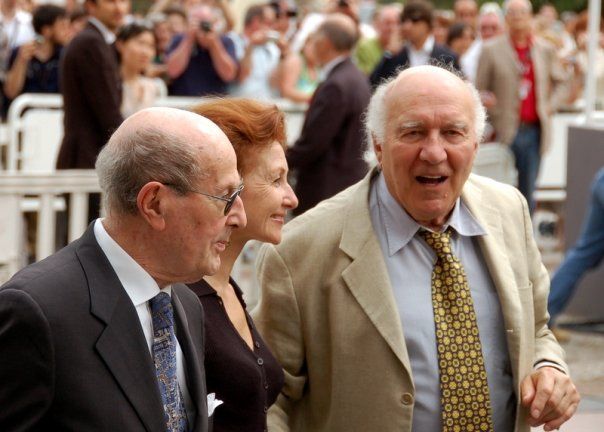
Manoel de Oliveira y Michel Piccoli en el Festival de Cannes.

Manoel de Oliveira nació en una familia de holgada posición en Oporto (su padre fue industrial de textiles y, además, fundador de la primera fábrica de bombillas en Portugal, entre otras cosas). Manoel de Oliveira estudió con los jesuitas, expulsados de su país por la reciente República: estuvo en La Guardia (Galicia), en España, tres o cuatro años desde 1919, con su hermano. De joven le gustaban la lectura y la geometría; pero muy pronto manifestó su pasión por el séptimo arte. 
En los tiempos del cine mudo, Manoel de Oliveira hizo su primera aparición en pantalla como actor en una película de Rino Lupo, cineasta italiano. Continuó interpretando tras haber hecho sus primeras aproximaciones como director, y llegó a obtener un papel relevante en la segunda película sonora rodada en Portugal, A Canção de Lisboa, Cottinelli Telmo. Luego, ya como director consumado, será rara la vez que no aparezca, al menos fugazmente, en sus filmes. 

### Primeros trabajos
En 1931, dirigió su primer corto, Douro, faina fluvial, documental que dejaba patente la influencia que ejercían sobre él directores como Robert Flaherty y los documentales soviéticos. En esta película describía una jornada de trabajo de los pescadores de las riberas del río Duero, y revelaba su particular sensibilidad y su espíritu afín a las vanguardias europeas. Otros documentales son Já se fabricam automóveis en Portugal y Miramar, praia de rosas, ambos de 1938, que se perdieron. Por todo ello, influyó en la carrera de su amigo el futuro cineasta Jean Rouch.
En 1942 dirigió Aniki Bobó, relato de una pandilla de chicos de las calles de Oporto, que es un largometraje directo, simple, vivo, que supuso un logro excepcional, sobre todo si se tiene en cuenta que fue anterior al neorrealismo italiano. 
En 1956 dirigió El pintor y la ciudad, película a partir de la cual su estética y su lenguaje fílmico tomaron un rumbo distinto, minimizando la importancia del montaje y priorizando los planos largos y la puesta en escena más teatral, arropada por diálogos densos y textos muy trabajados, lo que le ha supuesto diversas críticas y ciertos enemigos de su obra, así como alabanzas y admiración de sus seguidores, sean o no incondicionales.
La dictadura de Salazar cercenó su carrera de continuo (incluso fue detenido por la PIDE) y pudo hacer tan solo doce películas hasta la Revolución portuguesa de 1974, por falta de libertad, sobre todo, y también de apoyo económico. Sólo pudo realizar, básicamente, documentales, como Acto de primavera, La caza, Las pinturas de mi hermano Júlio (1965) y El pan. La última película de esa etapa, en la que entra ya en una trama novelesca, es El pasado y el presente (1972).

### La consagración
Tras la recepción de Benilde, de 1975 (basada en la obra teatral de José Régio), va a empezar su reconocimiento internacional y su normalización en Portugal. Oliveira rodará con relativa facilidad a partir de entonces: hará treinta filmes más hasta su muerte. 
Se centró a continuación en la muy extensa y compleja Amor de perdición (estrenada en 1979), que retomaba la célebre novela de Camilo Castelo Branco, y que reforzaba a partir de entonces su modo de interpretar la literatura y el pasado portugués. Su producción se acelera con: Francisca (1981), basada en la novela de Agustina Bessa-Luís (y ésta en un relato de Camilo Castelo Branco); Visita (1982); Lisboa Cultural (1983), documental sobre una de las capitales de Europa; El zapato de raso (1985), en cuatro jornadas, basada en la larga obra de teatro homónima de Paul Claudel, que recibe el León de Oro en el Festival de Venecia. Además, Mi caso (1987), a partir de un texto de José Régio; Los caníbales (1988), original película cantada; No, o la vana gloria de mandar (1990), sobre la historia portuguesa. 
La siguiente década será asimismo vertiginosa. Hizo La Divina Comedia (1991); El día de la desesperación (1992), sobre el suicidio de su admirado escritor Camilo Castelo Branco; Valle Abrahám (1993), basada en Agustina Bessa-Luís; A Caixa (1994), siguiendo la obra homónima de Alvaro de Carvalhal; El convento (1995), a partir de otra novela de Agustina Bessa-Luís; Party (1996), según la obra de teatro de la misma Agustina Bessa-Luís; Inquietud (1998), que difunde tres relatos de escritores de diversas épocas y estilos; La carta (1999), basada en la obra central de Madame de La Fayette; Palabra y utopía (2000), sobre la vida y sermones barrocos del padre Antonio Vieira (1608-1697), gran prosista.
Continúa aún trabajando en el siglo XXI, con Vuelvo a casa (2001), rodada en Francia, con guion suyo; Porto de mi infancia (2001), evocaciones sueltas de su ciudad natal (por ser capital de la cultura); El principio de incertidumbre (2002), basada de nuevo en la novela de Agustina Bessa-Luís; Una película hablada (2003); El quinto Imperio (2004); Espejo mágico (2005); Belle toujours (2006), breve réplica del Belle de jour de Luis Buñuel; Cristóbal Colón (2007). Ya centenario, Oliveira ha hecho Singularidades de una chica rubia (2009), concentrada, a partir de un cuento de Eça de Queiroz; y El extraño caso de Angélica (2010), sobre un tema fantasmagórico, viejo proyecto de finales de los años cuarenta que no llegó a rodar y que le ha obsesionado.
Recibió en 2002 el premio Mundial de las Artes, en una ceremonia celebrada en el Monasterio de la Valldigna el 5 de octubre de 2002.
En julio de 2012 fue internado en el Hospital Eduardo Santos Silva debido a un problema pulmonar que le provocó una insuficiencia respiratoria. A pesar de ello, estrenó en la 69 Mostra de Venecia su film O Gebo e a Sombra, adaptación de la obra de Raul Brandâo de 1923, emparentada con Esperando a Godot de Samuel Beckett.

## Balance
Oliveira siempre entendió el cine "como manifestación cultural moderna, indispensable, necesaria" y no como un espectáculo inferior. Ha alabado, además de a los documentalistas, los filmes de Kenji Mizoguchi, pero asimismo los de Jean-Marie Straub. De los italianos clásicos le gusta especialmente Roberto Rossellini. Ha hecho un homenaje a Vigo en Nice - à propos de Jean Vigo (1983); también a Luis Buñuel, con Bella de día, aunque Oliveira no sea tan provocador como este. Y ha seguido la obra de los cineastas portugueses actuales.
Desde los setenta años, y de un modo continuo, realiza todo tipo de producción fílmica, a menudo narrativo en sentido amplio, inspirándose en escritores clásicos o contemporáneos, que alterna en ocasiones con documentales.  Desde 1975, elige un cine estático, rueda con planos fijos: "¿Tú mueves la cabeza a lo loco para mirar algo? No, la cosas se mueven delante de ti, y tú las sigues a veces en una panorámica". Su películas narrativas se caracterizan por una marcada teatralidad y una casi constante reflexión acerca de la naturaleza del arte, el espectáculo y la complejidad del ser humano.
Falleció el 2 de abril de 2015 a los 106 años de edad.

## Familia
Fue hijo de Francisco José de Oliveira (1859-1915) y Cândida Ferreira Pinto (1875-1947).
En el momento de su fallecimiento, en abril de 2015, llevaba 75 años casado (desde 1940) con su esposa Maria Isabel Brandão de Meneses de Almeida Carvalhais (1918-2019 ). Tuvieron cuatro hijos: Manuel Casimiro (1941), José Manuel (1944), Isabel María (1947) y Adelaide María (1948).

## Filmografía
- 2014 - O Velho do Restelo (El viejo de Belén)
- 2012 - O Gebo e a Sombra
- 2010 - El extraño caso de Angélica
- 2009 - Singularidades de uma Rapariga Loira
- 2007 - Cristovão Colombo - O enigma
- 2006 - Belle Toujours
- 2005 - Espelho Mágico
- 2004 - O Quinto Imperio
- 2003 - Una película hablada
- 2002 - El principio de la incertidumbre
- 2001 - Porto de mi infancia
- 2001 - Je rentre à la maison
- 2000 - Palabra y utopía
- 1999 - La carta
- 1998 - Inquietud
- 1997 - Viaje al principio del mundo
- 1996 - Party
- 1995 - O Convento
- 1994 - A caixa - La caja
- 1993 - El valle de Abraham
- 1992 - O Dia do Desespero
- 1991 - A Divina Comédia
- 1990 - No, o la vana gloria de mandar
- 1988 - Os Canibais
- 1987 - Mon Cas
- 1985 - Le Soulier de Satin
- 1983 - Lisboa Cultural
- 1983 - Nice - à propos de Jean Vigo
- 1982 - Visita ou Memórias e Confissões
- 1981 - Francisca
- 1979 - Amor de Perdição
- 1975 - Benilde ou a Virgem Mãe
- 1972 - O Passado e o Presente
- 1966 - O Pão
- 1965 - As Pinturas do Meu Irmão Júlio
- 1964 - A Caça
- 1963 - Acto de Primavera
- 1956 - O Pintor e a Cidade
- 1942 - Aniki Bóbó
- 1941 - Famalicão
- 1938 - Já se Fabricam Automóveis em Portugal
- 1938 - Miramar, Praia das Rosas
- 1932 - Estátuas de Lisboa
- 1931 - Douro, Faina Fluvial

## Premios y distinciones
Festival Internacional de Cine de Cannes
| Año  | Categoría             | Película                     | Resultado |
| ---- | --------------------- | ---------------------------- | --------- |
| 1994 | Premio de la Crítica  | Exotica                      | Ganador   |
| 1997 | Premio de la Crítica  | Viaje al principio del mundo | Ganador   |
| 1999 | Premio del Jurado     | La lettre                    | Ganador   |
| 2008 | Palma de Oro especial | -                            | Ganador   |

Festival Internacional de Cine de Venecia
| Año  | Categoría                           | Película              | Resultado |
| ---- | ----------------------------------- | --------------------- | --------- |
| 1985 | León de Oro a toda una carrera      | -                     | Ganador   |
| 1991 | Premio especial del jurado          | La divina comedia     | Ganador   |
| 2000 | Premio FilmCritica "Bastone Bianco" | Palabra y utopía      | Ganador   |
| 2001 | Premio UNESCO                       | Oporto de mi infancia | Ganador   |

- Premio Sofía al Mérito y la Excelencia y Premio Sofía a la carrera (Los Premios Sophia o Premios Anuales de la Academia Portuguesa son unos galardones otorgados de forma anual por la  Academia Portuguesa de las Artes y Ciencias Cinematográficas.)
- El 9 de diciembre de 2014, dos días después de cumplir 106 años, Manoel d'Oliveira acude a la insignia del gran oficial de la Legión de Honor en Oporto